# Масовна производња
Масовна производња је врста потпуно аутоматизоване производње где се производња остварује у огромним количинама обично једноставнијих производа.То су на пример ексери, вијци, интегрална кола, компакт-дискови.

## Историја

### Прединдустријска
Самострели направљени од бронзаних делова произвођени су у Кини током периода зараћених држава. Цар Ћин је барем делимично ујединио Кину тако што је опремио велике армије овим оружјем, које је било опремљено софистицираним окидачем сачињеним од заменљивих делова. Верује се да је војска од Теракоте која чува цареву некрополу настала коришћењем стандардизованих калупа на монтажној траци.
У древној Картагини, ратни бродови су се масовно производили у великим размерама уз умерену цену, што им је омогућавало да ефикасно задрже контролу над Медитераном. Много векова касније, Република Венеција ће следити Картагину у производњи бродова са префабрикованим деловима на монтажној траци: венецијански Арсенал је производио скоро један брод сваког дана у, заправо, првој фабрици на свету, која је на свом врхунцу запошљавала 16.000 људи.
Проналазак покретног слова омогућио је масовну производњу докумената као што су књиге. Први систем покретних слова изумео је у Кини Би Шенг, за време владавине династије Сонг, где је коришћен, између осталог, за издавање папирног новца. Најстарија сачувана књига произведена металним словима је Jikji, штампана у Кореји 1377. године. Јоханес Гутенберг је својим изумом штампарске пресе и производњом Гутенбергове Библије увео покретни тип у Европу. Кроз овај увод, масовна производња у европској издавачкој индустрији постала је уобичајена, што је довело до демократизације знања, повећања писмености и образовања и почетака модерне науке.

### Индустријска
У индустријској револуцији, једноставне технике масовне производње коришћене су у Портсмутској фабрици блокова у Енглеској за прављење бродских чекрка за Краљевску морнарицу у Наполеоновим ратовима. Основао ју је 1803. Марк Изамбард Брунел у сарадњи са Хенријем Модслејем под управом сер Семјуела Бентама. Први непогрешиви примери производних операција пажљиво осмишљених да смање трошкове производње специјализованом радном снагом и употребом машина појавили су се у 18. веку у Енглеској.

Морнарица је била у стању експанзије које је захтевало производњу 100.000 блокова чекрка годишње. Бентам је већ постигао изузетну ефикасност на доковима увођењем машинског погона и реорганизацијом система бродоградилишта. Брунел, пионирски инжењер, и Модслај, пионир технологије алатних машина који је развио први индустријски практичан струг за нарезивање шрафова 1800. године који је по први пут стандардизовао величине навоја, што је заузврат омогућило примену заменљивих делова, сарађивали су на плановима за производњу машина за израду чекрка. До 1805, бродоградилиште је било потпуно ажурирано револуционарним, наменским машинама у време када су производи и даље прављени појединачно са различитим компонентама. Укупно 45 машина је било потребно да би се извршила 22 процеса на блоковима, који су могли бити направљени у једној од три могуће величине. Машине су биле скоро у потпуности направљене од метала, чиме је побољшана њихова тачност и издржљивост. Машине би направиле ознаке и удубљења на блоковима како би осигурале поравнање током целог процеса. Једна од многих предности ове нове методе било је повећање продуктивности рада због мање радно интензивних захтева управљања машинама. Ричард Бимиш, помоћник Брунеловог сина и инжењера, Исамбард Кингдом Брунел, написао је:
Тако да десет људи, уз помоћ ове машинерије, може са униформношћу, брзином и лакоћом да постигне оно што је раније захтевало неизвестан рад сто десет.
До 1808. годишња производња од 45 машина достигла је 130.000 блокова, а део опреме је још увек био у функцији све до средине двадесетог века. Технике масовне производње су такође коришћене у прилично ограниченој мери за прављење сатова, као и за израду малокалибарског оружја, иако делови обично нису били замењиви. Иако су произведени у веома малом обиму, мотори за топовњаче из Кримског рата које је дизајнирао и саставио Џон Пен из Гринича забележени су као први пример примене техника масовне производње (иако не нужно и метода монтажне линије) у поморском инжењерству. Испуњавајући Адмиралитетску наруџбу за 90 комплета према свом дизајну хоризонталног пртљажног мотора под високим притиском и високом револуцијом, Пен их је све произвео за 90 дана. Такође је користио навоје Витвортовог стандарда.
За текућу енергетску транзицију, многе компоненте ветротурбина и соларни панели се масовно производе. Ветротурбине и соларни панели се користе у ветроелектранама и соларним фармама.
Поред тога, у текућем ублажавању климатских промена, предложена је секвестрација угљеника великих размера (кроз пошумљавање, обнављање плавог угљеника, итд.). Неки пројекти (као што је кампања трилиона стабала) укључују садњу веома велике количине дрвећа. Да би се убрзали такви напори, брза пропагација дрвећа може бити корисна. Неке аутоматизоване машине су произведене да би омогућиле брзо (вегетативно) размножавање биљака. Такође, за неке биљке које помажу у издвајању угљеника (као што је морска трава), развијене су технике које помажу да се убрза процес.
Масовна производња је имала користи од развоја материјала као што су јефтин челик високе чврстоће и пластика. Машинска обрада метала је знатно побољшана брзорезним челиком и касније веома тврдим материјалима као што је волфрам карбид за резне ивице.

## Предности и недостаци масовне производње

### Предности масовне производње[28]
- Смањење трошкова производње - Производња у великим количинама омогућава смањење трошкова по јединици, што је резултат економије обима.
- Стандардизација производа - Масовна производња подразумева производњу стандардизованих производа који имају конзистентан квалитет и перформансе.
- Ефикасност у производњи - Аутоматизација и специјализовани производни процеси омогућавају бржу и ефикаснију производњу.
- Лакша доступност производа - Због великих количина произведених производа, они су лако доступни потрошачима.
- Економски раст - Масовна производња подстиче економски раст стварањем радних места и повећањем индустријске активности.

### Недостаци масовне производње
- Смањена флексибилност - Масовна производња отежава прилагођавање производа специфичним захтевима или променама на тржишту.
- Зависност о високим почетним инвестицијама - Потребне су велике инвестиције за постављање производних линија које подржавају масовну производњу.
- Ризик од застаревања - Брзе промене технологије и потрошачких преференција могу довести до тога да масовно произведени производи брзо застаре.
- Потенцијал за загађење - Масовна производња може значајно допринети загађењу околине због велике употребе ресурса и генерисања отпада.
- Социјални и етички проблеми - Аутоматизација може довести до губитка радних места, док масовна производња може подстицати неетичке радне праксе у неким индустријама, као што су лоши радни услови.